# Chamoli (dystrykt)
Chamoli – jeden z trzynastu dystryktów indyjskiego stanu Uttarakhand. Znajduje się w dywizji Garhwal. Powierzchnia tego dystryktu wynosi 7520 km². Stolicą dystryktu jest miasto Gopeshwar.

## Położenie
Na zachodzie graniczy z dystryktem Rudraprayag, od północnego zachodu z Uttarkashi a na północy graniczy z Chinami. Od wschodu graniczy z dystryktem Pithoragarh, od południa z dystryktami: Bageshwar i Almora.